# Artur Partyka
Artur Jerzy Partyka (* 25. července 1969, Stalowa Wola) je bývalý polský sportovec, atlet, který se věnoval skoku do výšky.
Mezi jeho největší úspěchy patří bronzová a stříbrná medaile z letních olympijských her (1992 a 1996), dvě stříbra z mistrovství světa (1993 a 1997) a zlatá medaile z mistrovství Evropy 1998 v Budapešti. Je dvojnásobným halovým mistrem Evropy, halovým vicemistrem světa a držitelem polských rekordů. Úspěšným byl již v juniorských kategoriích. V roce 1987 se stal v Birminghamu juniorským mistrem Evropy a o rok později získal titul také na MS juniorů v kanadském Sudbury.
V letech 1989 – 2000 postupně nasbíral dvanáct titulů mistra Polska pod otevřeným nebem. Halovým mistrem Polska se stal třikrát, v roce 1990, 1991 a 1993.

## Osobní rekordy
- hala – 237 cm – 3. února 1991, Sulingen
- venku – 238 cm – 18. srpna 1996, Eberstadt